# Coll de la Llosa (la Llaguna)
El Coll de la Llosa és una collada situada a 1.860,2 metres d'altitud al límit dels termes comunals d'Aiguatèbia i Talau i de la Llaguna, tots dos de la comarca del Conflent, a la Catalunya del Nord.
És al sud del terme de Ralleu i al nord d'Aiguatèbia i Talau, al sud-est del Pic del Pas del Llop i de Roca Troca, a ponent del poble de Ralleu i al nord-oest del d'Aiguatèbia. Hi passa la carretera D - 4c (D - 4, a Orellà - D -118, a la Llaguna).
En el Coll de la Llosa hi ha una part de les instal·lacions de l'estació d'esquí de fons de la Llaguna. A part, aquest coll sol ser lloc de pas de moltes excursions a peu, amb raquetes o amb bicicleta de muntanya.
El coll està situat en el perímetre del Paratge Natura 2000 Madres Coronat. Entre els medis inscrits en la Directriu Hàbitat Fauna Flora del Consell General dels Pirineus Orientals presents al paratge del Coll de la Llosa, es compten 62 hàbitats naturals, 20 dels quals són d'interès comunitari, dels quals 3 són prioritaris. Els principals hàbitats naturals de forta sensibilitat de cara al desenvolupament turístic són les torberes, 63 inventariades en aquest lloc. L'única espècie animal de forta sensibilitat coneguda al Coll de la Llosa és el gall fer.